# Nova Vajškra
Nova Vajškra (nemško Neulandskron) je naselje Statutarnega mesta Beljak na Koroškem v Avstriji.